# ممنوعه
ممنوعه مجموعهٔ تلویزیونی به کارگردانی امیر پورکیان و تهیه‌کنندگی علی‌اکبر نجفی، محصول سال ۱۳۹۷ است. تصویربرداری این مجموعه اجتماعی به سرمایه‌گذاری صادق یاری در زمستان ۱۳۹۶ در تهران آغاز شد و قسمت‌هایی از آن هم در سال ۱۳۹۷ در شهرهای شمالی کشور جلوی دوربین رفته‌است. پخش مجموعه تلویزیونی ممنوعه از دوشنبه ۵ شهریور ۱۳۹۷ در شبکه نمایش خانگی آغاز شد و دوشنبه هر هفته قسمت جدید آن انتشار می‌یافت. مجموعه تلویزیونی ممنوعه دارای ۲ فصل می‌باشد.

## خلاصهٔ داستان
این مجموعه تلویزیونی داستان سه نسل را به صورت همزمان و پیوسته روایت می‌کند؛ از دغدغه‌های امروز جوانان تا آسیب مسائل روز خانوادگی و اجتماعی.

## بازیگران
| بازیگر         | نقش          | فصل |
| -------------- | ------------ | --- |
| میلاد کی‌مرام   | سامی تجنگی   | ۱٫۲ |
| نیکی کریمی     | پروانه       | ۱٫۲ |
| هادی حجازی‌فر   | خسرو راد     | ۱٫۲ |
| امیر جعفری     | اویس تجنگی   | ۱٫۲ |
| امیرحسین آرمان | باربد آرمان  | ۱٫۲ |
| لیلا زارع      | رها سلطانی   | ۱٫۲ |
| الهه حصاری     | برکه کریمی   | ۱٫۲ |
| بهاره افشاری   | ترانه مشایخ  | ۱٫۲ |
| خاطره اسدی     | آذر          | ۱٫۲ |
| پژمان بازغی    | کامران شمیم  | ۱٫۲ |
| آتیلا پسیانی   | یحیی کریمی   | ۱٫۲ |
| فاطمه گودرزی   | گیتی         | ۱٫۲ |
| مجید مظفری     | صابری        | ۲   |
| نیما شعبان‌نژاد | خلیل         | ۱٫۲ |
| آناهیتا درگاهی | طلا دولو     | ۱٫۲ |
| علیرضا استادی  | صادقی        | ۱٫۲ |
| شهرام قائدی    | شهرام        | ۱٫۲ |
| نسرین نکیسا    | هاجر راد     | ۱٫۲ |
| مصطفی قدیری    | دانیال       | ۱٫۲ |
| شیدا یوسفی     | نگین         | ۱٫۲ |
| محمد امین      | مهران        | ۱٫۲ |
| نیلوفر رجایی‌فر | الهام صابری  | ۲   |
| شیوا خسرومهر   | مادر ترانه   | ۱   |
| حسن اسدی       | احمدی        | ۲   |
| سوگل خالقی     | آبدار        | ۱٫۲ |
| هومن اطیابی    | هیربد فرهمند | ۱٫۲ |